# زکس کیس
زکس کیس (انگلیسی: Sechs Kies؛ به صورت ‎/ˈzɛkskiːs/‎ ZEKS-kees تلفظ می‌شود؛ کره‌ای: 젝스키스) یک گروه پسرانهٔ کره جنوبی است. این گروه فعالیت خود را در ۱۵ آوریل ۱۹۹۷ آغاز کرد و یکی از گروه‌های آیدل نسل اول کی-پاپ هستند و یکی از اولین گروه‌های بسیار موفق کی-پاپ محسوب می‌شوند و همچنین به عنوان پیشتاز فرهنگ فندم آیدل نیز شناخته می‌شوند. اعضای فعال این گروه در حال حاضر شامل اون جی-وون، لی جایی-جین، کیم جائه-داک و جانگ سو-وون است.
زکس کیس در ۲۰ مه ۲۰۰۰ منحل شد. اعضای این گروه در ۱۴ آوریل ۲۰۱۶ دوباره به هم پیوستند. در ۱۰ مه ۲۰۱۶، آنها با وای‌جی انترتینمنت قرارداد امضا کردند.